# Slots Bjergby
Slots Bjergby – miasto w Danii, w regionie Zelandia, w gminie Slagelse.